# 1972년 동계 올림픽 레바논 선수단
1972년 동계 올림픽 레바논 선수단은 일본 삿포로에서 개최된 1972년 동계 올림픽에 참가한 올림픽 레바논 선수단이다.

## 참조
- 올림픽 공식 결과 보관됨 2012-02-04 - 웨이백 머신